# Rijksheerlijkheden Winneburg en Beilstein
Winneburg en Beilstein waren tot de Nederrijns-Westfaalse Kreits behorende rijksheerlijkheden binnen het Heilige Roomse Rijk.

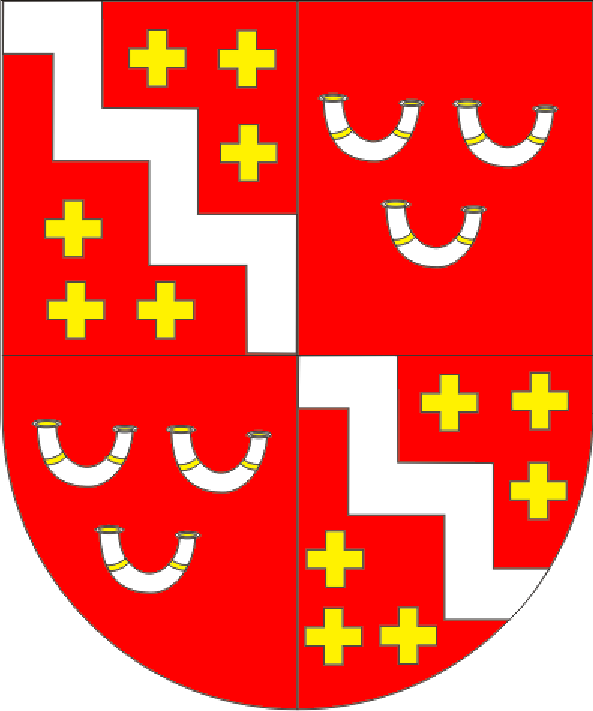
1,4: Winneburg; 2,3: Braunshorn-Beilstein

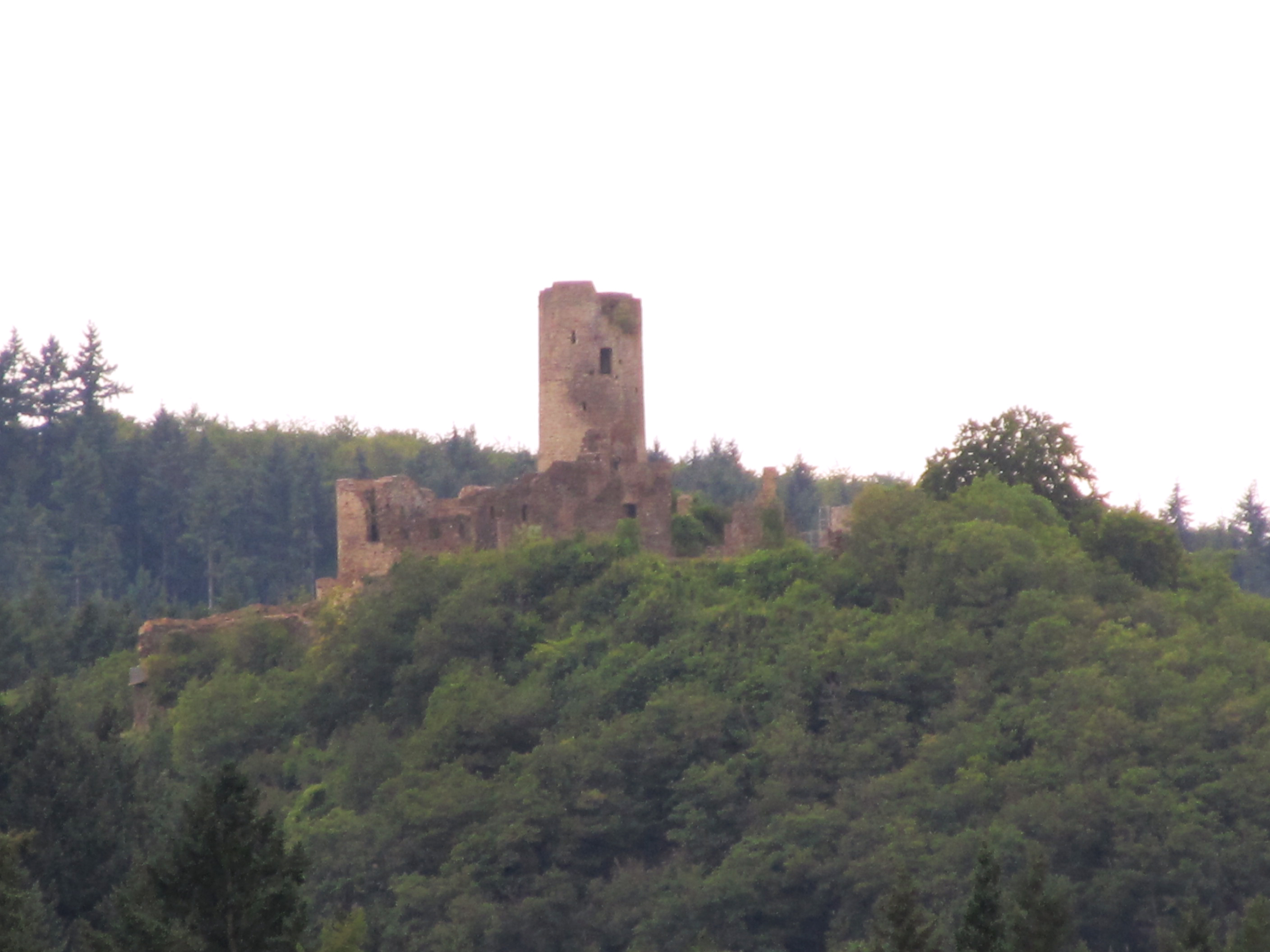
de Winneburg

De heren van Winneburg ontleenden hun naam aan de gelijknamige burcht, gelegen aan de Moezel bij Cochem. Rond deze burcht ontstond een kleine heerlijkheid.
In de tweede helft van de dertiende eeuw ontstond de burcht Beilstein aan de Moezel bij Zell. De burcht was in het bezit van de heren van Braunshorn. De rijksheerheerlijkheid wordt gevormd uit lenen van het Rijk, het keurvorstendom Keulen, het keurvorstendom Trier en het hertogdom Gulik. Bij de burcht ontstond een stad, waaraan tussen 1309 en 1330 koninklijke privileges werden verleend. In 1362 stierf de familie met Gerlach van Braunshorn uit, waarna hun bezit via vrouwelijke lijn aan de heren van Winneburg vererfde.
De familie van Winneburg verpandde de heerlijkheid Beilstein verschillende malen: in 1365 aan het keurvorstendom Trier en in 1488 aan het keurvorstendom Palts. De juridische verwikkelingen rond de verpandingen leidden in 1488 tot de Beilsteiner Oorlog, die gewonnen werd door Trier.
Na het uitsterven van de heren in 1637 werden de heerlijkheden ingelijfd bij het keurvorstendom Trier. De keurvorst van Trier beleende in 1652 vrijheer Philips Emmerik van Metternich met de beide heerlijkheden als Rijksachterleen. Het gebied omvatte toen 17 dorpen.
Op 20 maart 1679 werden de vrijheren tot rijksgraaf verheven en de heerlijkheden tot rijksgraafschap. Op grond van de twee heerlijkheden kregen de Metternichs een zetel op Westfaalse gravenbank in de Rijksdag.
Tot 1780 waren de heerlijkheden gemeenschappelijk eigendom van Metternich, het keurvorstendom Trier en het graafschap Sponheim: de Drieherenlanden. In dat jaar werden de gebieden verdeeld en eindigde het condominium.
Na de bezetting door Frankrijk in 1795 werden de heerlijkheden in 1801 ingelijfd.
In de Reichsdeputationshauptschluss van 25 februari 1803 werden de graven in paragraaf 24 schadeloos gesteld voor het verlies van Winneburg en Beilstein met de abdij Ochsenhausen zonder het ambt Tannheim. Op 30 juni 1803 werd de heerlijkheid Ochsenhausen verheven tot rijksvorstendom.
In de Rijnbondakte van 12 juli 1806 werd in artikel 24 het graafschap Ochsenhausen onder de soevereiniteit van het koninkrijk Württemberg gesteld: de mediatisering.

## Regenten
(samengesteld op basis van Stoyan: WW-Person, mogelijk niet geheel correct)
| regering  | naam              | geboren   | overleden | familie |
| --------- | ----------------- | --------- | --------- | ------- |
| 1652-1698 | Philips Emmerik   |           | 6-3-1698  |         |
| 1698-1719 | Frans Ferdinand   | 1653      | 14-6-1719 | zoon    |
| 1719-1739 | Philips Adolf     | 1686      | 17-9-1739 | zoon    |
| 1739-1750 | Johan Hugo Frans  | 28-9-1710 | 24-3-1750 | zoon    |
| 1750-1801 | Frans Georg Karel | 9-3-1746  | 11-8-1818 | zoon    |